# فرودگاه ویتیم
فرودگاه ویتیم (به روسی: Витим аэропорта) فرودگاهی عمومی واقع در ویتیم در یاقوتستان روسیه است.

## شرکت‌های هواپیمایی و مقصدهای پروازی
| شرکت‌های هواپیمایی | مقصدهای پروازی |
| ----------------- | -------------- |